# Élections générales portoricaines de 1968
Des élections générales ont eu lieu à Porto Rico le 5 novembre 1968. 
Luis A. Ferré, fondateur du Nouveau Parti progressiste (NPP) a été élu gouverneur. Lors des élections à la Chambre des représentants, le PNP a remporté la majorité des voix, mais le Parti populaire démocrate a remporté la majorité des sièges. Ils ont également remporté une majorité de sièges au Sénat. Le taux de participation était de 78,4%.
Le gouverneur sortant, Roberto Sánchez Vilella, n'ayant pas remporter les primaires du Parti populaire démocrate, se présenta sous l'étiquette d'un nouveau parti, le Parti du peuple. 

## Résultats

### Gouverneur
| Candidat                | Parti                             | Votes   | %     |
| ----------------------- | --------------------------------- | ------- | ----- |
| Luis A. Ferré           | Nouveau parti progressiste        | 400 815 | 43,60 |
| Roberto Sánchez Vilella | Parti populaire démocrate         | 374 040 | 40,70 |
| Roberto Sánchez Vilella | Parti du peuple                   | 107 359 | 11,70 |
| Antonio González        | Parti indépendantiste portoricain | 32 166  | 3,50  |